# Consiglio della Grande Londra
Il Consiglio della Grande Londra, in inglese Greater London Council, e abbreviato GLC, fu il massimo organo amministrativo di governo locale della Grande Londra dal 1965 al 1986. Esso sostituì il precedente London County Council (LCC) che ricopriva un'area meno estesa.

## Creazione

Stemma del Consiglio della Grande Londra.

Il partito laburista controllò il LCC dal 1934 e dagli anni cinquanta il partito conservatore, allora al Governo, considerò che le elezioni sarebbero state sempre a favore dei laburisti fino a quando il London County Council (LCC) avrebbe governato soltanto sulla zona interna della città (generalmente abitata da elettori laburisti). Il Governo decise allora di creare un nuovo organismo che sovraintendesse all'area dell'intera Londra.
Nel 1957 venne così nominata una commissione reale sotto la guida di Sir Edwin Herbert, che dopo tre anni consegnò una relazione nella quale consigliava di creare un nuovo organismo che sovraintendesse a 52 nuovi borough come base dell'ordinamento amministrativo della città.  Successivamente raccomandò che il LCC fosse sostituito da una nuova authority con responsabilità sul trasporto pubblico, la viabilità, sullo sviluppo edilizio e sulla ricostruzione. 
Le raccomandazioni vennero in gran parte accettate ma il numero dei nuovi borough venne ridotto a 32. La Grande Londra coprì la contea di Londra, gran parte del Middlesex, parti dell'Essex, del Kent e del Surrey, una piccola parte dell'Hertfordshire, la County Borough of Croydon, la County Borough of East Ham e la County Borough of West Ham che erano state indipendenti dal controllo della contea.

## Poteri
Il GLC divenne responsabile del funzionamento di servizi strategici come i servizi antincendio, la protezione civile e la prevenzione contro le calamità naturali. Esso poi suddivise alcuni oneri con i borough in merito alla manutenzione delle strade, le abitazioni, la pianificazione urbana ed i servizi di divertimento pubblico. Esso non ebbe neanche il controllo dei trasporti pubblici dal London Transport Board fino al 1970 e lo cedette poi al London Regional Transport nel 1984.
A seguito del 1963 Act, il GLC dovette approntare il Greater London Development Plan. Il progetto prevedeva fra le sue responsabilità: il ricambio della popolazione, il lavoro, l'abitazione, l'inquinamento, i trasporti pubblici, le strade, la Central London, l'allargamento e lo sviluppo di nuove aree, il verde urbano e il controllo sul paesaggio, altri servizi pubblici e pianificazione dei livelli qualitativi. Fra le altre cose prevedeva la ristrutturazione dell'area del Covent Garden e la creazione di un grande raccordo autostradale intorno alla grande Londra. Esso venne assoggettato ad un controllo che andò dal luglio 1970 al maggio 1972. La campagna tendente al salvataggio del Covent Garden, assieme ad altri problemi, fece naufragare il piano. 

## Scioglimento
Nel 1986, con una mossa controversa, Margaret Thatcher, abolì il Greater London Council ed altre 6 istituzioni analoghe.